# Entephria annosatoides
Entephria annosatoides là một loài bướm đêm trong họ Geometridae.